# 피세토카리스 미크로프탈마
피세토카리스 미크로프탈마(Physetocaris microphthalma)는 단형속 피세토카리스속(Physetocaris)의 유일종으로 십각목 생이하목에 속하는 새우이다.

## 특징
성체는 눈이 없고, 제1 가슴다리의 마지막 체절이 사라지고 없어서 집게발을 형성할 수 없다. 또한 아가미와 입 부분이 줄어들어 있고 가슴다리에는 바깥다리가 없다. 커진 갑각(등딱지)을 갖고 있고 일종의 큰 이마뿔을 형성하고 있다.

## 분포
피세토카리스 미크로프탈마는 희귀하여 1985년 보고에서 35점의 표본만이 집계되었다. 잘 알려져 있지 않지만 피세토카리스속의 분포 지역은 아주 넓은 것으로 추정된다. 대서양 서부와 동부 지역의 표본뿐만 아니라 태평양 남부에서도 발견된다.